# هنري آي. هاريمان
هنري آي. هاريمان (بالإنجليزية: Henry I. Harriman)‏ هو شخصية أعمال أمريكي، ولد في 1873 في بروكلين في الولايات المتحدة، وتوفي في 5 يوليو 1950 في نيوتن في الولايات المتحدة.